# Димитър Чакъров
Димитър Н. Чакъров е български революционер и политик от Народната партия, кмет на Дупница.

## Биография
Димитър Чакъров е роден през 1860 година в Дупница, тогава в Османската империя. Участва в Четническа акция на ВМОК от 1895 година.
Един от водачите на Либерална партия (радослависти) в града, като такъв е избран за кмет през 1900 година. По негово време се оформя главната градска улица „Николаевска“, а „Ески джамия“ – най-голямата в Дупница, е разрушена. Мандатът му изтича през 1901 година. Умира през 1906 година..